# فيرغوس هنت
فيرغوس هنت (بالإنجليزية: Fergus Hunt)‏ (1876 - ) هو لاعب كرة قدم بريطاني (وحمل سابقاً جنسية المملكة المتحدة لبريطانيا العظمى وأيرلندا) في مركز جناح ‏. لعب مع نادي أرسنال ونادي فولهام.